# Конвенция о процедуре совместного транзита
Конвенция о процедуре совместного транзита — соглашение между странами Европейского Союза и рядом других стран об общих процедурах международного транзита товаров, упрощающее или отменяющее большую часть бумажной работы, которая обычно связана с перемещением товаров через международные границы.
Конвенция о процедуре совместного транзита объединяет 35 Договаривающихся сторон, которые ввели единые правила декларирования и контроля транзитных перемещений товаров с использованием совместного ИТ-продукта (NCTS). Страны — подписанты Конвенции: 27 стран ЕС, 4 страны ЕАСТ ( Исландия, Норвегия, Лихтенштейн и Швейцария ) и 4 других страны ( Великобритания, Турция, Северная Македония и Сербия ). NCTS позволяет наладить обмен информацией обо всех этапах таможенного оформления товаров с использованием электронных сообщений в режиме реального времени и повысить эффективность использования механизма анализа рисков.
В июне 2022 года Украина изменила свое внутреннее законодательство, чтобы сделать его соответствующим таможенным правилам ЕС с целью дальнейшего присоединения к конвенции  . 1 октября 2022 года Украина официально стала 36-м членом конвенции.

## Преимущества
Страны, присоединившиеся к NCTS, могут использовать следующие преимущества и упрощения:
- одна транзитная декларация и одна гарантия перемещения товаров между всеми странами;
- авторизованные предприятия могут отправлять и получать товары на своем предприятии без заезда на таможенные терминалы;
- денежные гарантии одной страны действуют во всех остальных.